# 福爾峰
46°40′29.6″N 7°59′58.8″E / 46.674889°N 7.999667°E

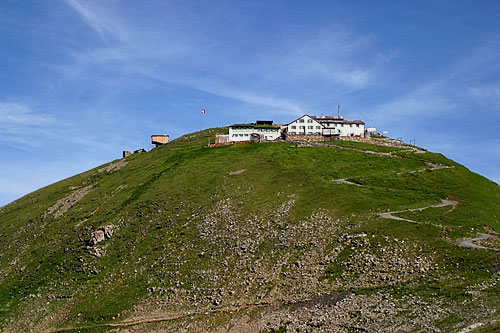

福爾峰（德語：Faulhorn）是瑞士伯恩州的山峰，位於該國南部，屬於伯尔尼山的一部分，處於伯尔尼高地，海拔高度2,681米。

## 外部連結
- Faulhorn on Hikr （页面存档备份，存于）
- Berghotel Faulhorn （页面存档备份，存于）